# Ivo Čarman
Ivo Čarman (ur. 24 września 1959 w Kranju) – reprezentant Jugosławii w biegach narciarskich, uczestnik zimowych igrzysk olimpijskich w Lake Placid (1980) i Sarajewie (1984).

## Osiągnięcia

### Igrzyska olimpijskie
| Miejsce | Dzień     | Rok  | Miejscowość | Konkurencja             | Czas biegu | Strata   | Zwycięzca        |
| ------- | --------- | ---- | ----------- | ----------------------- | ---------- | -------- | ---------------- |
| 33.     | 14 lutego | 1980 | Lake Placid | 30 km stylem klasycznym | 1:27:02,80 | +7:06,79 | Nikołaj Zimiatow |
| 41.     | 17 lutego | 1980 | Lake Placid | 15 km stylem klasycznym | 41:57,63   | +3:16,69 | Thomas Wassberg  |
| 40.     | 10 lutego | 1984 | Sarajewo    | 30 km stylem dowolnym   | 1:28:56,3  | +9:13,3  | Nikołaj Zimiatow |
| 35.     | 13 lutego | 1984 | Sarajewo    | 15 km stylem klasycznym | 41:25,6    | +3:38,4  | Gunde Svan       |
| 12.     | 16 lutego | 1984 | Sarajewo    | Sztafeta 4 × 10 km      | 1:55:06,3  | +9:36,5  | Szwecja          |